# Servicio 406 (Corredor Morado)
El Servicio 406 es una línea del Corredor Morado, que conecta los distritos de San Juan de Lurigancho y Centro de Lima.

## Características
Inició operaciones en julio de 2022, como reemplazo del servicio de la empresa de transporte Patrón San Sebastián "La 50", ya se superponía al del nuevo corredor. Al principio, esta ruta iba por las Avenidas Wiesse y Abancay como un servicio especial denominado «SE-06». Sin embargo, desapareció para dar paso a un servicio troncal. 
Actualmente, es el único servicio del Corredor Morado que circula por la Avenida Central. Opera con una flota de autobuses de 9 metros.

### Horarios
| Días            | Ida Plaza Grau          | Vuelta Wiesse           |
| --------------- | ----------------------- | ----------------------- |
| Lunes a domingo | 05:00 a.m. - 11:00 p.m. | 06:00 a.m. - 12:00 a.m. |

### Tarifas
Los medios de pago válidos son la Tarjeta Lima Pass y la tarjeta del Metropolitano. Asimismo, se acepta dinero en Efectivo. 
| Tipo    | Precio  |
| ------- | ------- |
| General | S/ 2.80 |
| Medio   | S/ 1.40 |

## Recorrido
| Ida Brasil    | Avenida Fernando Wiese (esq. Calle Mar de Timor) — Av Central — Av. Santa Rosa — Avenida Próceres de la Independencia — Avenida 9 de Octubre — Puente Ricardo Palma — Avenida Abancay — Avenida Miguel Grau — Av. Paseo de la República — Paseo Colón — Av. Bolivia cruce con Av. Wilson                                   |
| Vuelta Wiesse | Centro Cívico — Paseo de los Héroes Navales — Plaza Grau — Avenida Miguel Grau — Avenida Carlos Zavala Loayza — Jirón Montevideo — Avenida Abancay — Puente Ricardo Palma — Avenida 9 de Octubre — Avenida Próceres de la Independencia — Av. Santa Rosa — Av. Central — Avenida Fernando Wiese (esq. Calle Mar del Norte) |

## Paraderos
| N° | Paradero           | Conexiones |
| -- | ------------------ | ---------- |
| 1  | La Capilla         |            |
| 2  | Montenegro         |            |
| 3  | Motupe             |            |
| 4  | 8 de Mariscal      |            |
| 5  | 7 de Central       |            |
| 6  | 5 de Central       |            |
| 7  | La Cuatro          |            |
| 8  | Bayóvar            |            |
| 9  | Sociólogos         |            |
| 10 | Santa Rosa         |            |
| 11 | San Martín         |            |
| 12 | La Ocho            |            |
| 13 | Sedapal            |            |
| 14 | San Carlos         |            |
| 15 | Basadre            |            |
| 16 | Los Postes         |            |
| 17 | La Hacienda        |            |
| 18 | Celima             |            |
| 19 | Pirámide del Sol   |            |
| 20 | Túpac Amaru        |            |
| 21 | Lima               |            |
| 22 | Concejo            |            |
| 23 | Acho               |            |
| 24 | Áncash             |            |
| 25 | Ucayali            |            |
| 26 | Cuzco              |            |
| 27 | Nicolás de Piérola |            |
| 28 | Grau               |            |
| 29 | Cotabambas         |            |
| 30 | Wilson             |            |
| 31 | Bolivia            |            |

| Paradero             | Conexiones |
| -------------------- | ---------- |
| Centro Cívico        |            |
| Estación Central     |            |
| Paseo Héroes Navales |            |
| José Gálvez          |            |
| Montevideo           |            |
| Nicolás de Piérola   |            |
| Cuzco                |            |
| Ucayali              |            |
| Junín                |            |
| Acho                 |            |
| Mercado de Flores    |            |
| Concejo              |            |
| Túpac Amaru          |            |
| Pirámide del Sol     |            |
| Ascarruz             |            |
| Celima               |            |
| La Hacienda          |            |
| Los Postes           |            |
| Basadre              |            |
| San Carlos           |            |
| Sedapal              |            |
| La Ocho              |            |
| San Martín           |            |
| Santa Rosa           |            |
| Sociólogos           |            |
| Bayóvar              |            |
| La Cuatro            |            |
| 5 de Central         |            |
| 7 de Central         |            |
| 8 de Mariscal        |            |
| Motupe               |            |
| Montenegro           |            |
| Portón               |            |